# كفاءة تحويل الغذاء
كفاءه تحويل الاكل المبتلع إلى وحدات من جسم المادة (يطلق عليها مصلح فاعليه النمو)
هي عباره عن مؤشر يقيس فاعليه وكفاءه الطعام المدعوم في الحيوانات. فاعليه النمو هي مقياس قاسٍ لكميه الاكل
ابتلاع الذي يتحول إلى نمو وزياده في كتله الحيوانات، ويمكن استخدامه لمقارنه فاعليه النمو كمقياس لزياده الوزن
في مختلف الحيوانات الناتج من استهلاك كميه الطعام المعطاة بالنسبة لحجم هذه الحيوانات.
وتظهر الفاعلية في عمليتي الهضم :قابليه الهضم التقريبيه وكفاءه التمثيل الغذائي، أو كيف يتحول الهضم الجيد للطعام إلى كتله
وهذه المعادلة توضح فاعليه الاكل المدعوم:   فاعليه النمو = قابليه الهضم *كفاءه تحويل الطعام المبتلع
هذا المفهوم يعود تقريبا إلى نسبه تحويل الاعلاف وكفاءه التغذية